# اف۶سی هاوک
اف۶سی هاوک (به انگلیسی: Curtiss_F6C_Hawk) یک هواگرد ملخ‌پیشین تک‌موتوره از نوع جنگنده زمین‌پایه،دریاپایه ساخت شرکت Curtiss Aeroplane and Motor Company است. این هواگرد در سال ۱۹۲۵ میلادی رسماً معرفی گردید و در سال‌های ۱۹۲۷ تولید شده‌است. در مجموع، تعداد ۷۵ فروند از این هواگرد ساخته شده‌است.